# スキンダ
スキンダ（オリヤー語：ସୁକିନ୍ଦା）はインドのオリッサ州ジャジプール地区にある町。インドの総埋蔵量の約98％を占める最大のクロム鉄鉱の鉱床がある。さらにそのうちの約97％をスキンダ渓谷が占めている  。
2007年9月、 ブラックスミス研究所は、スキンダを世界で最も汚染された10の場所の1つとして挙げた。複数の地元の政治家や科学者が、ブラックスミス研究所が時代遅れの研究を使用したと主張して異議を唱えた 。

## 立地
国道200号線が通っている。スキンダはマハギリ山脈とダイタリ山脈に隣接し、スキンダ渓谷がジャジプール地区のマルアービリからカンザにかけて50km2にわたって広がっている。この谷の中央をダムサラ川が流れ、谷からさらに離れた地点でブラフマニ川に合流している。

## 天然資源
スキンダにはクロム鉄鉱（クロマイト）が豊富にあり、インドの総鉱床の約97％を占めている 。
特にスキンダ渓谷には世界最大の露天掘りクロマイト鉱山がある。この地域では約12の鉱山が適切な環境管理なしに操業しており、鉱山によって大規模な環境汚染が引き起こされている。飲料水の60％には国際基準の2倍を超えるレベルの六価クロムが含まれており、インドの健康団体が周囲の死者の84.75％が鉱山の公害によるものだと推定している。これは公害規制が存在しないことによるクロマイト関連の公害によるものである。汚染を浄化する試みは事実上ない。この都市は、世界で最も汚染された都市のリストにも含まれている。

## 観光地
スキンダの近くにはたくさんの観光地があり、それらには交通網が整備されている。ブラマニ川橋、ハティバリ村のジャガンナート寺院、カイタ村のチャンダネスワルマハデフ寺院、カイサ村からの日の出と日没の鑑賞、カイサ村のマーマンガラ寺院にはマハギリ、タマカ、バダスリ、スナジャルなどの登山目的の山がたくさん存在する。